# Magonia pubescens
Magonia pubescens là một loài thực vật có hoa trong họ Bồ hòn. Loài này được A. St.-Hil. mô tả khoa học đầu tiên năm 1824.